# Веретенникофф, Ирина
Ирина Веретенникова (Irina Veretennicoff) — бельгийский учёный-физик, лауреат Государственной премии РСФСР в области науки и техники (1991).
Родилась в Антверпене 10 мая 1944 г., внучка Алексея Порфирьевича Веретенникова.
Окончила Фламандский свободный университет Брюсселя (Vrije Universiteit Brussel) (1973). Работала там же: доцент (1986), профессор (1988), полный профессор (1991) факультета физики, в 1995—2005 начальник отдела.
С 2009 года эмеритированный профессор Фламандского свободного университета Брюсселя.
Темы научных интересов — физика плазмы, нелинейная оптика, оптоэлектроника.
Действительный член Бельгийской Королевской академии наук, литературы и искусств с 1988 г.
Лауреат Государственной премии РСФСР в области науки и техники (1991, вместе с В. В. Белым и Ю. Л. Климонтовичем).
Сочинения:
- B.S. Ryvkin, K. Panajotov, E.A. Avrutin, H. Tien-pont, and I. Veretennikoff, Optical-injection-induced polarization switching in polarization-bistable VCSELs, J Appl Phys 96 (2004), 6002- 6007
- G. Verschaffelt, K. Panajotov, J. Albert, B. Nagler, M. Peeters, J.Danckaert, I. Veretennicoff, and H. Thienpont, «Polarisation switching in vertical-cavity surface-emitting lasers: from experimental observations to applications» Opto-Electron. Rev., vol. 9, no. 3, pp. 257—268, 2001.
- M. Peeters, K. Panajotov, G. Verschaffelt, B. Nagler, J. Albert, H.Thienpont, I. Veretennicoff, and J. Danckaert, «Polarization behavior of vertical-cavity surface-emitting lasers under the influence of in-plane anisotropic strain» Proc. SPIE, vol. 4649, pp. 281—291, 2002.